# Petrov (ort i Tjeckien, Mellersta Böhmen)
Petrov är en ort i Tjeckien.   Den ligger i regionen Mellersta Böhmen, i den centrala delen av landet, 22 km söder om huvudstaden Prag. Petrov ligger 337 meter över havet och antalet invånare är 353.
Terrängen runt Petrov är kuperad åt sydväst, men åt nordost är den platt. Runt Petrov är det ganska tätbefolkat, med 90 invånare per kvadratkilometer. Närmaste större samhälle är Modřany, 14,0 km norr om Petrov. I omgivningarna runt Petrov växer i huvudsak blandskog.